# Ayenia mansfeldiana
Ayenia mansfeldiana är en malvaväxtart som först beskrevs av Wilhelm Guillermo Gustav o Franz Francis Herter, och fick sitt nu gällande namn av C.L. Cristóbal. Ayenia mansfeldiana ingår i släktet Ayenia och familjen malvaväxter. Inga underarter finns listade i Catalogue of Life.